# Peter Oppenheimer
Pour les articles homonymes, voir Oppenheimer.
Peter Oppenheimer est l'ancien vice-président et directeur financier d'Apple et est membre du conseil d'administration de Goldman Sachs depuis 2014,,.

## Biographie
Il passe 18 ans au sein de l'entreprise Apple, relevant directement du PDG Tim Cook et siège au comité exécutif de l'entreprise. En tant que directeur financier, il supervise la trésorerie, les relations avec les investisseurs, la fiscalité, les systèmes d'information, la vérification interne, les installations, le développement corporatif et les ressources humaines. Il quitte la firme américaine en 2014.

### Éducation
Oppenheimer fréquente l'Université d'État polytechnique de Californie, obtient un baccalauréat en commerce agricole en 1985, puis un MBA à l'Université Santa Clara.

### Carrière
Il passe six ans dans le secteur de la consultation en technologie de l'information chez Coopers and Lybrand (maintenant PricewaterhouseCoopers), où il gère des engagements financiers pour des clients des secteurs tels que les assurances, la télécommunication, le transport et les banques. Il se joint à Automatic Data Processing et devient chef de la direction financière de la division des services de réclamations.
En 1996, Peter Oppenheimer a rejoint Apple en tant que contrôleur pour les Amériques. En 1997, il a été promu vice-président et contrôleur des ventes mondiales, puis contrôleur général[réf. nécessaire].